# Kiana Madeira
Kiana Madeira (* 4. November 1992) ist eine kanadische Schauspielerin.

## Leben
Kiana Madeira gab ihr Filmdebüt 2010 im Disney-Channel-Film Harriet: Spionage aller Art mit Jennifer Stone, in dem sie die Rolle der Rachel Hennessy verkörperte. In der deutschsprachigen Fassung lieh ihr Ilena Gwisdalla die Stimme. Von 2011 bis 2013 gehörte sie in der kanadischen Jugendserie Really Me – Der Star bin ich! als Julia Wilson (Synchronsprecherin Julia Meynen) zur Hauptbesetzung. 2014 spielte sie in der Hallmark-Produktion Das Weihnachts-Chaos die Rolle der Maritza. 2016/17 übernahm sie in der kanadische Fernsehfilm-Reihe Bruno & Boots die Rolle der Diane. Im Filmdrama Giant Little Ones von Keith Behrman war sie 2018 als Jess zu sehen.
Von 2019 bis 2020 verkörperte sie in der Netflix-Serie Diebische Elstern an der Seite von Brianna Hildebrand und Quintessa Swindell die Rolle der Moe Truax. In der deutschsprachigen Fassung wurde sie von Maximiliane Häcke gesprochen. In der dreiteiligen Netflix-Filmadaption der Jugendbuchreihe Fear Street von R. L. Stine übernahm sie 2021 die Rolle der Deena. In der deutschsprachigen Fassung wurde sie von Lea Kalbhenn synchronisiert.
In Perfect Addiction (2023) von Castille Landon spielte sie die weibliche Hauptrolle als Mixed-Martial-Arts-Trainerin Sienna Lane an der Seite von Matthew Noszka.
Ihr Bruder ist der Musiker Efflo Tu. 2023 heiratete sie den Schauspieler Lovell Adams-Gray.

## Filmografie (Auswahl)
- 2007: Unsere kleine Moschee (Little Mosque on the Prairie, Fernsehserie, Episode 2x08)
- 2010: Harriet: Spionage aller Art (Harriet the Spy: Blog Wars, Fernsehfilm)
- 2011: Salem Falls (Fernsehfilm)
- 2012: Mein Babysitter ist ein Vampir (My Babysitter's a Vampire, Fernsehserie, Episode 1x05)
- 2011–2013: Really Me – Der Star bin ich! (Really Me, Fernsehserie, 26 Episoden)
- 2013: The Junction (Kurzfilm)
- 2014: Das Weihnachts-Chaos (One Christmas Eve, Fernsehfilm)
- 2015: Bad Hair Day (Fernsehfilm)
- 2016: Bruno & Boots: Ab ins kühle Nass! (Bruno & Boots: Go Jump in the Pool, Fernsehfilm)
- 2016: Das Königreich der Anderen (The Other Kingdom , Fernsehserie, Episode 1x02)
- 2016: Conviction (Fernsehserie, Episode 1x01)
- 2016: Der Tausch (The Swap, Fernsehfilm)
- 2016: The Night Before Halloween (Fernsehfilm)
- 2017: Bruno & Boots: Chaos pur (Bruno & Boots: This Can’t Be Happening at Macdonald Hall, Fernsehfilm)
- 2017: Bruno & Boots: Weg mit Mr. Wizzle! (Bruno & Boots: The Wizzle War, Fernsehfilm)
- 2017: Dark Matter (Fernsehserie, Episode 3x02)
- 2017: Barbelle (Fernsehserie, Episoden 1x09–1x10)
- 2017: Wynonna Earp (Fernsehserie, Episode 2x06)
- 2017: Neverknock (Fernsehfilm)
- 2018: Level 16
- 2018: Baby Blue (Kurzfilm)
- 2018: Taken – Die Zeit ist dein Feind (Taken, Fernsehserie, Episode 2x15)
- 2018: Yo Fam! (Fernsehserie, Episode 1x01)
- 2018: Giant Little Ones
- 2018: Sacred Lies (Fernsehserie, 10 Episoden)
- 2018: The Flash (Fernsehserie, Episode 5x04)
- 2019: Coroner – Fachgebiet Mord (Coroner, Fernsehserie, Episoden 1x03–1x04)
- 2019: She Never Died
- 2019–2020: Diebische Elstern (Trinkets, Fernsehserie, 20 Episoden)
- 2021: Fear Street – Teil 1: 1994 (Fear Street Part One: 1994)
- 2021: Fear Street – Teil 2: 1978 (Fear Street Part Two: 1978)
- 2021: Fear Street – Teil 3: 1666 (Fear Street Part Three: 1666)
- 2021: After Love (After We Fell)
- 2022: Brother
- 2022: After Ever Happy
- 2023: Perfect Addiction
- 2023: After Everything